# ФК Рилски спортист (Самоков)
„Рилски спортист“ е футболен клуб в град Самоков, България, основан през 1923 г. Участва в Югозападната група на Трета аматьорска футболна лига.
В своята история клубът има 2 сезона в А група и 25 сезона в Б група. Участва за първи път в елитното ни първенство през 2002/03, когато завършва на последното 14-о място и изпада във втория ешелон. Второто участие на „Рилски спортист“ в А група е през сезон 2006/07, когато отново завършва на 14-о място (този път от 16 отбора) и пак изпада от дивизията.

## История
„Рилски спортист“ възниква след поредица реорганизации на старите местни клубове „Спортклуб“, „Бенковски“ и „Левски“. Като клуб „Рилски спортист“ се появява през 1947 г. През 1949 г. във връзка с реорганизацията на спорта в България на производствен принцип дружеството фактически се разпада на няколко доброволни спортни организации (ДСО). Основните от тях са Червено знаме, Динамо и Строител. През 1957 г. всички ДСО в Самоков са обединени в ДФС „Рилски спортист“. В 1985 г. на негова основа се образува едноименният футболен клуб, който започва да се развива самостоятелно.
През сезон 2001/02 „Рилски спортист“ завършва на 1-во място в Б група и за първи път в своята история печели правото да участва в елитната ни А група. Не успява обаче да се задържи там след като записва само една победа от 26 мача през сезон 2002/03, завършвайки на последното 14-о място, и се завръща във втория ешелон.
През сезон 2005/06 Рилски спортист за втори път завършва на 1-во място в Б група (тогава втора дивизия е разделена на Западна и Източна). Участието в А група е малко по-успешно от дебютното – отборът записва 10 победи, но те не са достатъчни за да запази мястото си в дивизията. Рилецо завършва на 14-о място от общо 16 тима и отново изпада.
През сезон 2010/11 тимът играе в А окръжна група, тъй като не получава лиценз за Б група. От сезон 2011/12 тимът играе във В група.

## Стадион
Стадионът е разположен на юг. Има 2 помощни терена. Лятото на 2009 се прави ремонт на помощното игрище. Стадион „Искър“ е с капацитет 7200 седящщи места. Има трибуна с козирка, която разполага с 200 места. Клетката за гости е с 500 места.

## Ръководство
Президент на отбора е Димитър Джоргов. През лятото на 2022 година Христо Крушарски става финансов деятел в отбора на скиорите.

## Известни футболисти
- Венцислав Спаийски
- Ивайло Йорданов
- Михаил Вълчев
- Калин Пехливански
- Радослав Вардаров
- Иван Гемеджиев
- Васил Кузманов
- Любомир Виденов
- Николай Чавдаров
- Росен Каптиев
- Димчо Маринов
- Емил Михайлов
- Юсуф Бело
- Съни Икиде
- Куатара Мамаду
- Фидел Куаме
- Васил Киров
- Иван Гемеджиев
- Росен Пътников
- Никола Бойчев
- Кирил Александров – Чудото
- Орлин Старокин
- Мартин Ковачев
- Радослав Василев
- Йордан Минев
- Емил Гъргоров